# Tuffi ai XVI Giochi panamericani
La competizione di tuffi ai XVI Giochi panamericani ha avuto luogo allo Scotiabank Aquatics Center di Guadalajara, in Messico, dal 24 al 29 ottobre 2011. Schiacciante il dominio dei padroni di casa del Messico, vincitore di tutte le specialità in programma oltre a tre argenti e un bronzo.

## Calendario
Tutti gli orari secondo il Central Standard Time (UTC-6).
| Giorno    | Data           | Inizio | Fine  | Evento                        | Fase        |
| --------- | -------------- | ------ | ----- | ----------------------------- | ----------- |
| Giorno 13 | Mer 26 ottobre | 10:00  | 11:30 | Piattaforma 10m donne         | Preliminari |
| Giorno 13 | Mer 26 ottobre | 19:30  | 23:00 | Trampolino 3m sincro uomini   | Finali      |
| Giorno 13 | Mer 26 ottobre | 19:30  | 23:00 | Piattaforma 10m donne         | Finali      |
| Giorno 14 | Gio 27 ottobre | 10:00  | 11:30 | Trampolino 3m uomini          | Preliminari |
| Giorno 14 | Gio 27 ottobre | 19:30  | 23:00 | Piattaforma 10m sincro donne  | Finali      |
| Giorno 14 | Gio 27 ottobre | 19:30  | 23:00 | Trampolino 3m uomini          | Finali      |
| Giorno 15 | Ven 28 ottobre | 10:00  | 11:30 | Trampolino 3m donne           | Preliminari |
| Giorno 15 | Ven 28 ottobre | 19:30  | 23:00 | Piattaforma 10m sincro uomini | Finali      |
| Giorno 15 | Ven 28 ottobre | 19:30  | 23:00 | Trampolino 3m donne           | Finali      |
| Giorno 16 | Sab 29 ottobre | 10:00  | 11:30 | Piattaforma 10m uomini        | Preliminari |
| Giorno 16 | Sab 29 ottobre | 19:30  | 23:00 | Trampolino 3m sincro donne    | Finali      |
| Giorno 16 | Sab 29 ottobre | 19:30  | 23:00 | Piattaforma 10m uomini        | Finali      |

## Risultati

### Uomini
| Evento                     | Oro                                        | Perform. | Argento                                   | Perform. | Bronzo                         | Perform. |
| Tuffi individuali          |                                            |          |                                           |          |                                |          |
| Trampolino 3m (dettagli)   | Yahel Castillo                             | 529.25   | Julián Sánchez                            | 480.65   | César Castro                   | 462.15   |
| Piattaforma 10m (dettagli) | Ivan García Navarro                        | 553.80   | Rommel Pacheco                            | 508.20   | Sebastián Villa Castañeda      | 471.05   |
| Tuffi sincronizzati        |                                            |          |                                           |          |                                |          |
| Trampolino 3m (dettagli)   | Messico Yahel Castillo Julián Sánchez      | 457.32   | Stati Uniti Troy Dumais Kristian Ipsen    | 411.99   | Cuba René Hernández Jorge Pupo | 384.33   |
| Piattaforma 10m (dettagli) | Messico Iván García Navarro Germán Sánchez | 479.88   | Cuba Jeinkler Aguirre José Antonio Guerra | 447.57   | Canada Kevin Geyson Eric Sehn  | 399.93   |

### Donne
| Evento                     | Oro                                       | Perform. | Argento                                 | Perform. | Bronzo                                | Perform. |
| Tuffi individuali          |                                           |          |                                         |          |                                       |          |
| Trampolino 3m (dettagli)   | Laura Sánchez Soto                        | 374.60   | Cassidy Krug                            | 372.65   | Paola Espinosa                        | 356.20   |
| Piattaforma 10m (dettagli) | Paola Espinosa                            | 370.60   | Tatiana Ortiz                           | 369.05   | Meaghan Benfeito                      | 358.20   |
| Tuffi sincronizzati        |                                           |          |                                         |          |                                       |          |
| Trampolino 3m (dettagli)   | Messico Paola Espinosa Laura Sánchez Soto | 338.70   | Canada Jennifer Abel Émilie Heymans     | 336.30   | Stati Uniti Kassidy Cook Cassidy Krug | 319.50   |
| Piattaforma 10m (dettagli) | Messico Paola Espinosa Tatiana Ortiz      | 326.31   | Canada Meaghan Benfeito Roseline Filion | 318.66   | Cuba Yaima Mena Annia Rivera          | 269.28   |

## Medagliere
| Posizione | Nazione     | Oro | Argento | Bronzo | Totale |
| --------- | ----------- | --- | ------- | ------ | ------ |
| 1         | Messico     | 8   | 3       | 1      | 12     |
| 2         | Canada      | 0   | 2       | 2      | 4      |
| 3         | Stati Uniti | 0   | 2       | 1      | 3      |
| 4         | Cuba        | 0   | 1       | 2      | 3      |
| 5         | Brasile     | 0   | 0       | 1      | 1      |
| 5         | Colombia    | 0   | 0       | 1      | 1      |
| Totale    | Totale      | 8   | 8       | 8      | 24     |